# Kanton Enghien-les-Bains
Der Kanton Enghien-les-Bains war von 1964 bis 2015 ein französischer Kanton (Frankreich)Wahlkreis im Arrondissement Sarcelles, im Département Val-d’Oise und in der Region Île-de-France; sein Hauptort ist Enghien-les-Bains.

## Gemeinden
Der Kanton umfasste drei Gemeinden:
| Gemeinde          | Einwohner Jahr | Fläche km² | Bevölkerungsdichte | Postleitzahl | Code INSEE |
| ----------------- | -------------- | ---------- | ------------------ | ------------ | ---------- |
| Deuil-la-Barre    | 22031 (2013)   | –          | – Einw./km²        | 95170        | 95197      |
| Enghien-les-Bains | 11332 (2013)   | –          | – Einw./km²        | 95880        | 95210      |
| Montmagny         | 13864 (2013)   | –          | – Einw./km²        | 95360        | 95427      |

## Bevölkerungsentwicklung
| 1968   | 1975   | 1982   | 1990   | 1999   | 2006   | 2011   |
| ------ | ------ | ------ | ------ | ------ | ------ | ------ |
| 34.349 | 33.783 | 35.103 | 40.644 | 43.602 | 47.306 | 47.201 |